# Дунфан
Дунфа́н (кит. упр. 东方, пиньинь Dōngfāng)  — город субокружного уровня в провинции Хайнань КНР.

## История
В 1952 году на стыке четырёх уездов был создан уезд Дунфан (东方县); своё название он получил от того, что его правление разместилось в деревне Дунфанцунь. Уезд стал частью Хайнань-Ли-Мяоского автономного района уездного уровня (海南黎族苗族自治区) Административного района Хайнань (海南行政区) провинции Гуандун.
17 октября 1955 года Хайнань-Ли-Мяоский автономный район был преобразован в Хайнань-Ли-Мяоский автономный округ (海南黎族苗族自治州).
В 1958 году к уезду Дунфан были присоединены уезды Чангань и Байша, но уже в 1961 году уезд Байша был воссоздан в прежних границах, а остальная территория бывшего объединённого уезда была разделена по реке Чанхуацзян на уезды Чанцзян (на севере) и Дунфан (на юге).
Постановлением Госсовета КНР от 20 ноября 1987 года (вступило в силу 31 декабря 1987 года) был расформирован Хайнань-Ли-Мяоский автономный округ, и все входившие в него административные единицы уездного уровня стали подчиняться напрямую властям административного района; уезд Дунфан этим же постановлением был преобразован в Дунфан-Лиский автономный уезд (东方黎族自治县).
13 апреля 1988 года Административный район Хайнань был преобразован в отдельную провинцию Хайнань.
Постановлением Госсовета КНР от 12 марта 1997 года был упразднён Дунфан-Лиский автономный уезд и образован городской уезд Дунфан, подчинённый напрямую провинциальным властям.

## Административное деление
Городской уезд делится на 8 посёлков и 2 волости.
Посёлки:
- Баньцяо (Banqiao, 板桥镇)
- Басуо (Basuo, 八所镇)
- Ганьчэн (Gancheng, 感城镇)
- Датянь (Datian, 大田镇)
- Дунхэ (Donghe, 东河镇)
- Саньцзя (Sanjia, 三家镇)
- Сигэн (Sigeng, 四更镇)
- Синьлун (Xinlong, 新龙镇)

Волости:  
- Тяньань (Tian'an, 天安乡)
- Цзянбянь (Jiangbian, 江边乡)

## Экономика

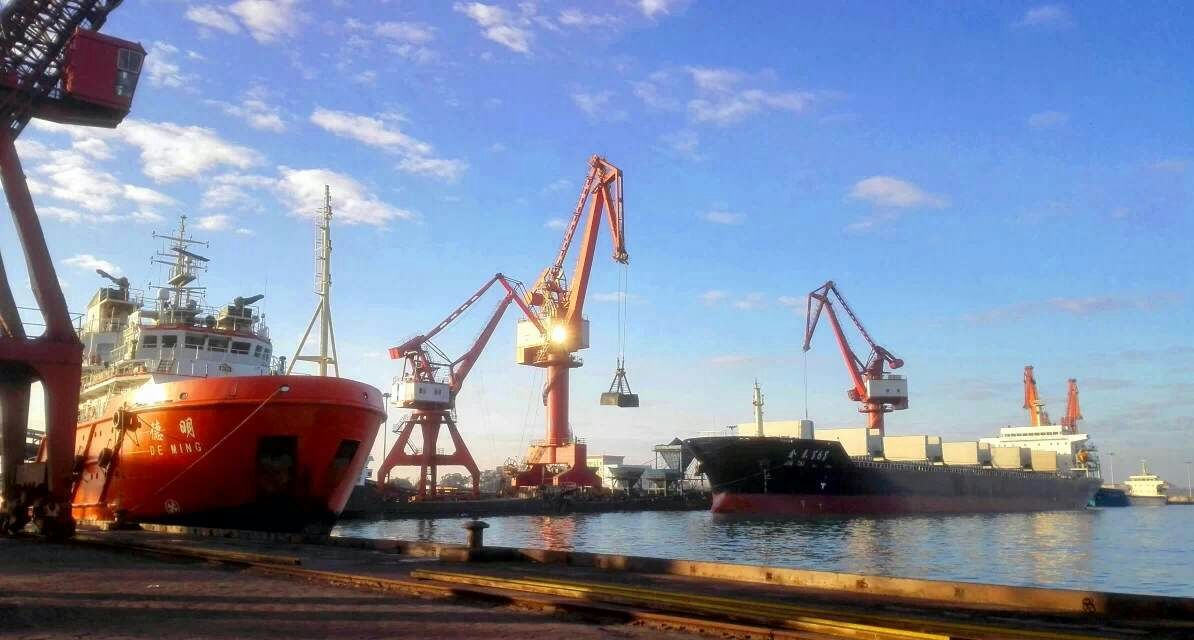
Порт Басуо

У побережья города работают морские платформы компании China National Offshore Oil Corporation, которые добывают природный газ с месторождения «Дунфан». С 10 платформ газ по трубопроводам поступает на наземный перерабатывающий терминал. По состоянию на 2020 год годовой объём добычи природного газа превышал 5,7 млрд. кубических метров, это основной источник газа для жилых домов и промышленности в провинции Хайнань.
В Дунфане имеется крупная тепловая электростанция, вдоль побережья построено несколько ветряных электростанций. В сельской местности выращивают рис, город является важным центром семеноводства.

## Транспорт
В посёлке Басуо расположен главный морской порт Дунфана.

## Культура
В Дунфане расположен музей железнодорожного транспорта провинции Хайнань.

## Галерея

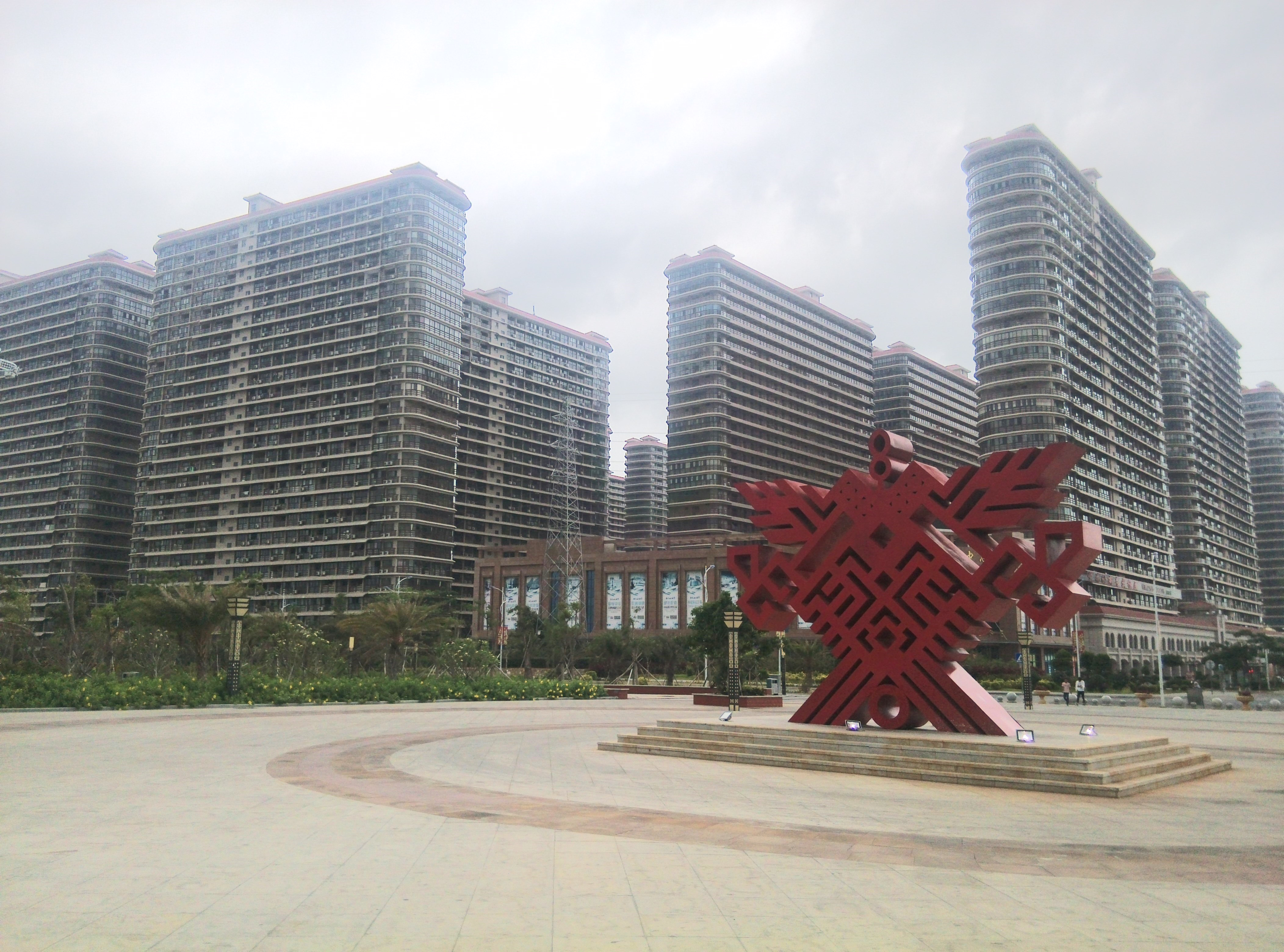
Новый жилой квартал
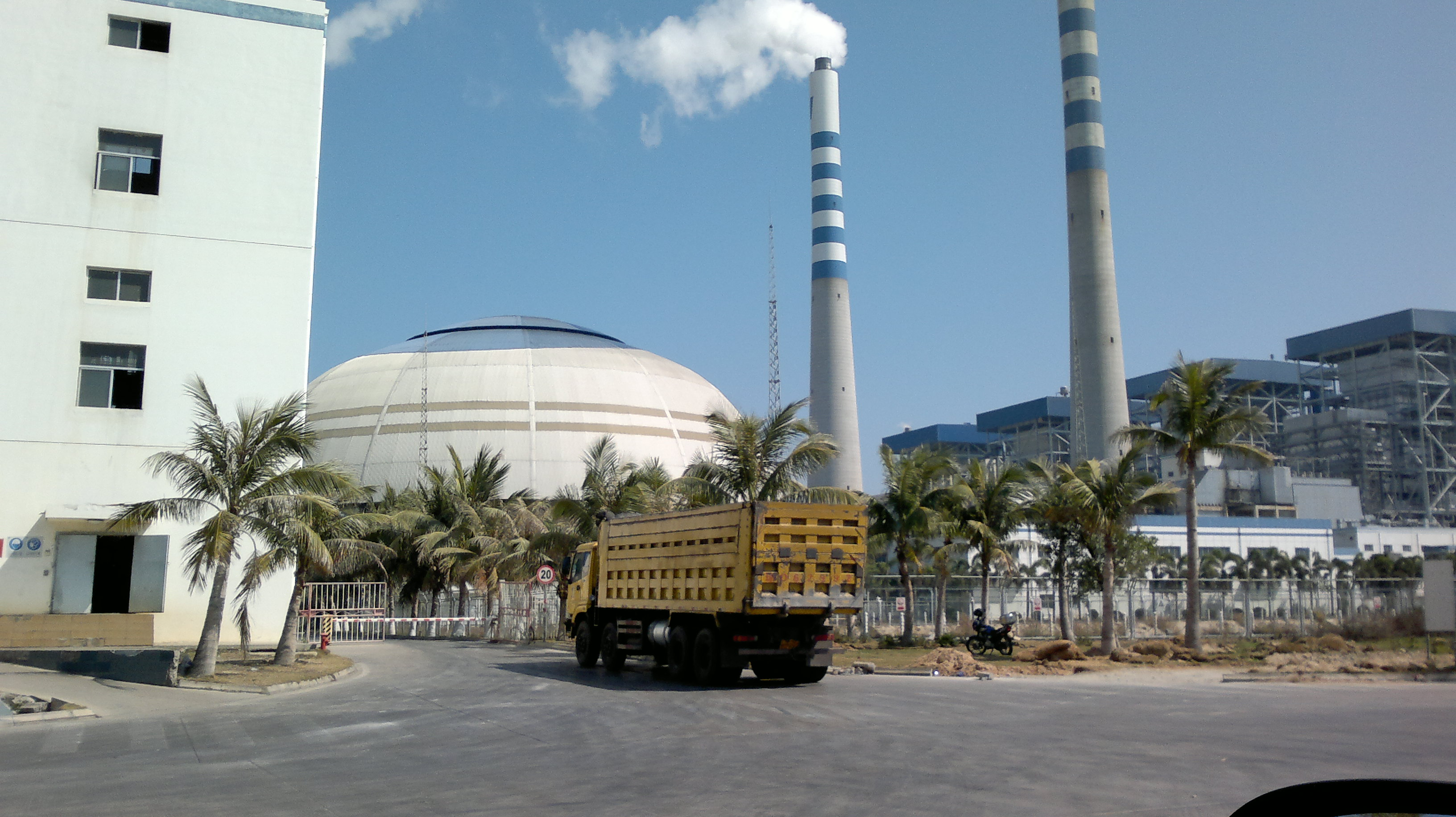
Электростанция
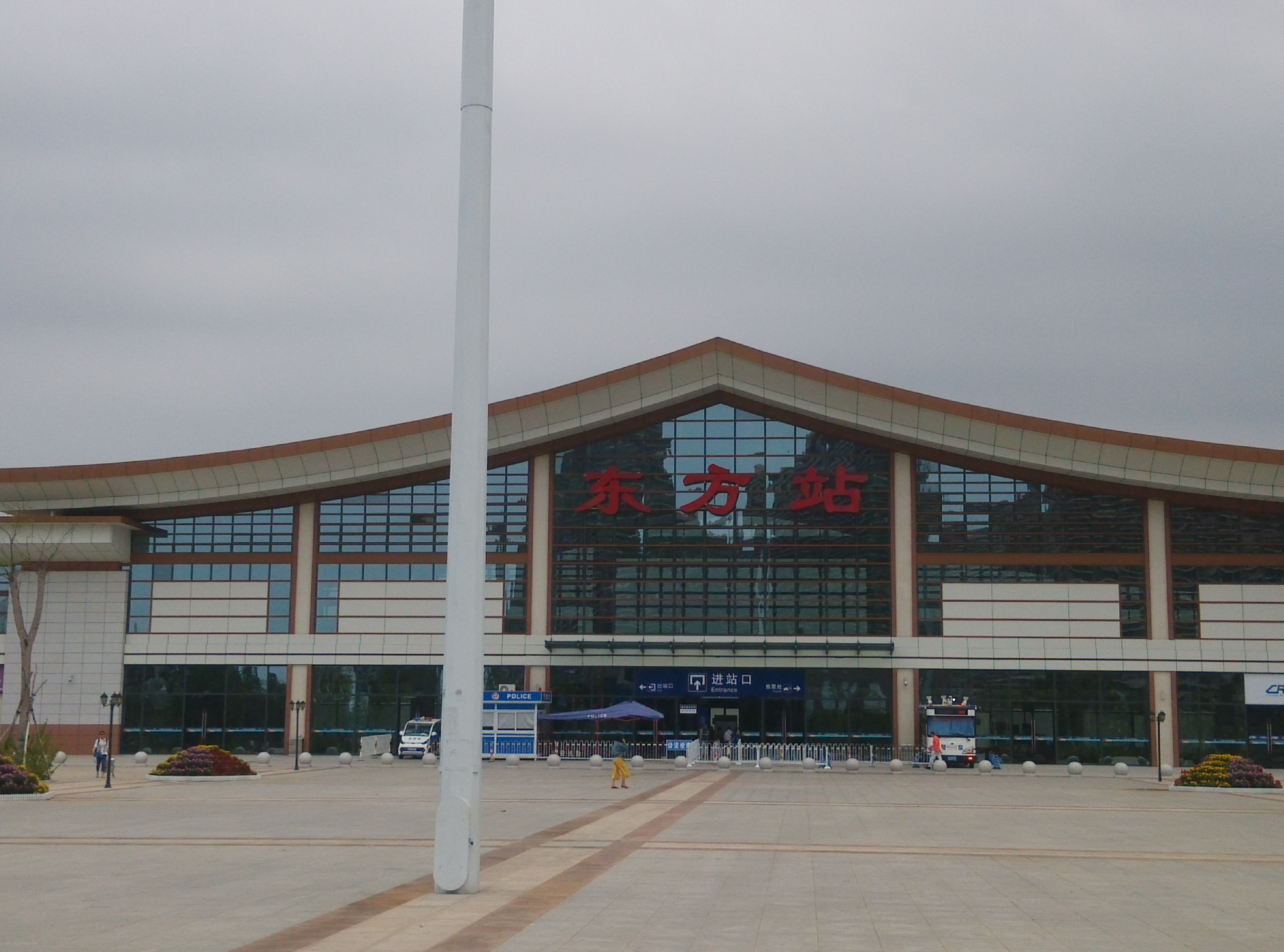
Главный ж.д. вокзал
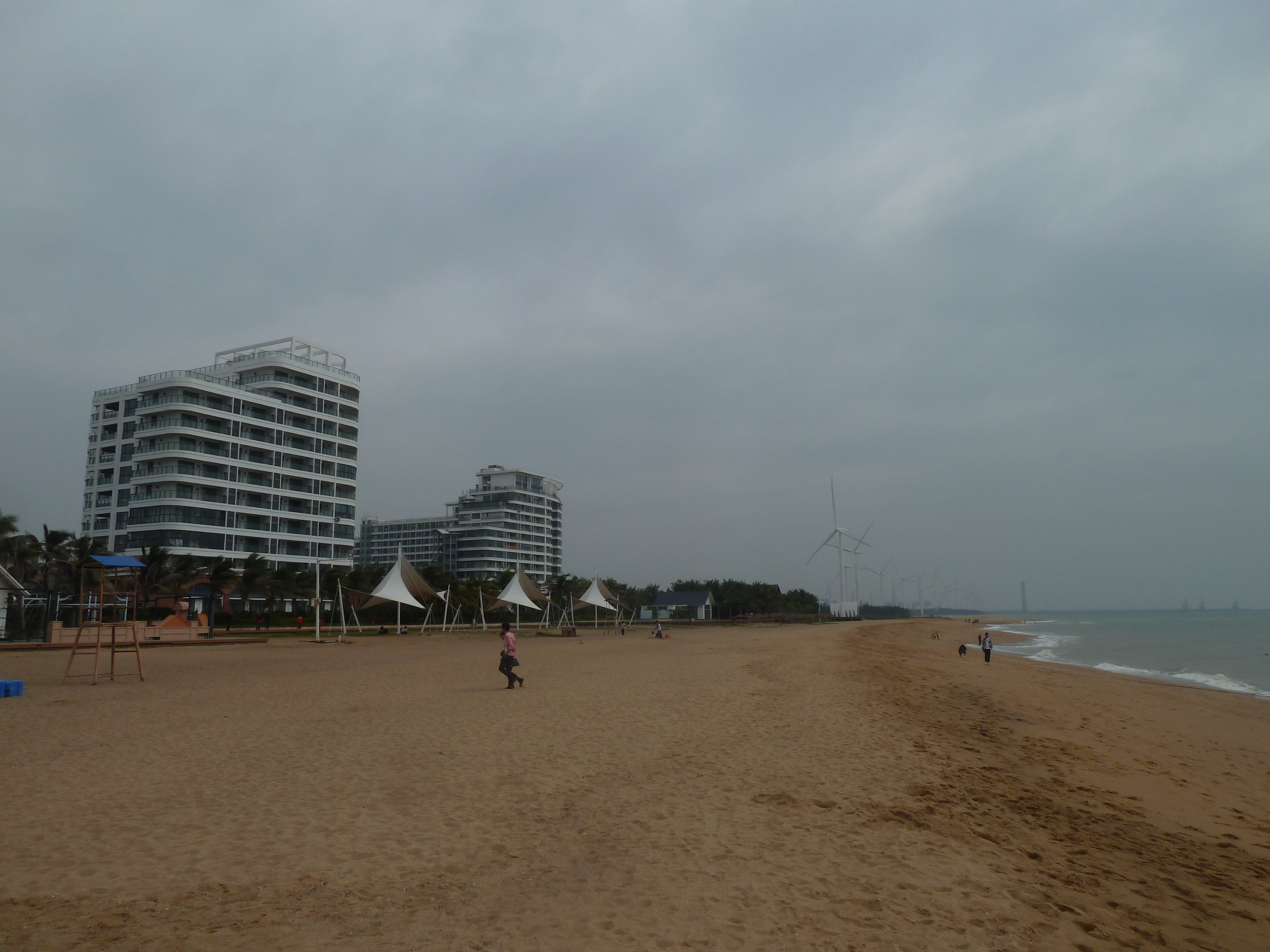
Пляж Юлиньчжоу
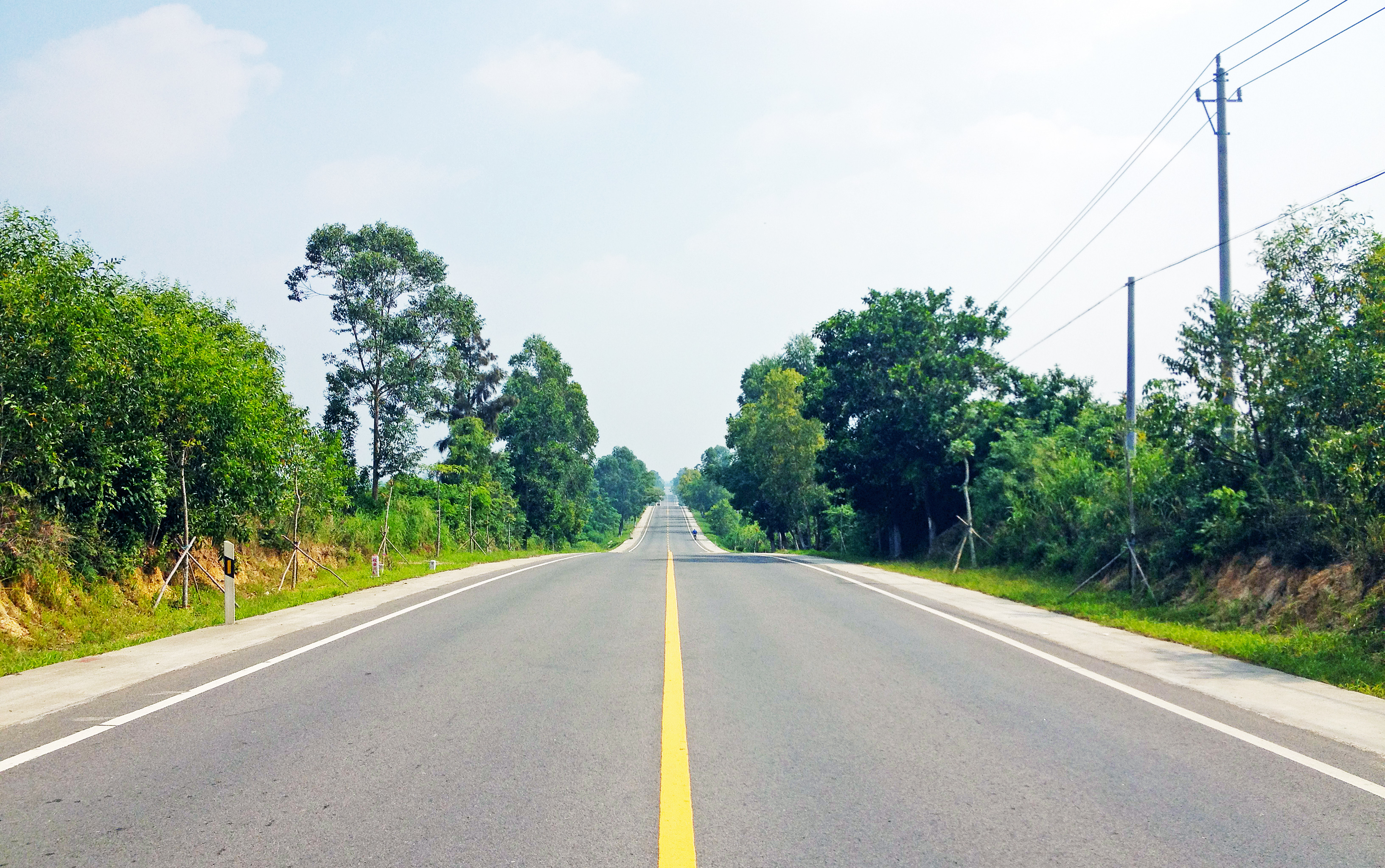
Сельское шоссе